# Discografia lui Brian May
Aceasta este discografia lui Brian May ca artist solo. Pentru informații legate de ceea ce a compus în formația care l-a consacrat, vezi Queen.

## Albume

### Albume de studio
| Anul apariției | Numele albumului            | Regatul Unit | Statele Unite |
| -------------- | --------------------------- | ------------ | ------------- |
| 1983           | Star Fleet Project          | 35           | 125           |
| 1992           | Back to the Light           | 6            | 159           |
| 1998           | Another World               | 23           | -             |
| 2000           | Furia (Soundtrack original) | -            | -             |

### Albume Live
| Anul apariției | Numele albumului            | Regatul Unit | Statele Unite |
| -------------- | --------------------------- | ------------ | ------------- |
| 1993           | Live at the Brixton Academy | 20           | -             |

### Compilații
| Anul apariției | Numele albumului                       | Regatul Unit | Statele Unite |
| -------------- | -------------------------------------- | ------------ | ------------- |
| 1998           | Red Special - Japanese Tour Mini Album | -            | -             |

## Single-uri
| Anul apariției | Numele single-ului          | Regatul Unit | Statele Unite |
| -------------- | --------------------------- | ------------ | ------------- |
| 1983           | Star Fleet                  | 65           | -             |
| 1991           | Driven by You               | 6            | -             |
| 1992           | Too Much Love Will Kill You | 5            | -             |
| 1992           | Back to the Light           | 19           | -             |
| 1993           | Resurrection                | 23           | -             |
| 1993           | Last Horizon                | 51           | -             |
| 1995           | The Amazing Spider-Man      | -            | -             |
| 1998           | Business                    | 51           | -             |
| 1998           | On My Way Up                | -            | -             |
| 1998           | Another World               | -            | -             |
| 1998           | Why Don't We Try Again      | 44           | -             |

## Video-uri
- 1983: Star Licks Master Series (VHS; în 1993 reeditat sub titlul Master Session)
- 1994: Live at the Brixton Academy (VHS)

## Compilații generale
| Anul apariției | Compilația                                                                  | Piesă                                                                                        | Comentariu                                        |
| -------------- | --------------------------------------------------------------------------- | -------------------------------------------------------------------------------------------- | ------------------------------------------------- |
| 1994           | Greenpeace – Alternative NRG                                                | "New Damage" (with Soundgarden)                                                              |                                                   |
| 1995           | In from the Storm [tribut lui Jimi Hendrix]                                 | "One Rainy Wish"                                                                             |                                                   |
| 1996           | The Adventures of Pinocchio                                                 | "Il Colosso" (cu Jerry Hadley, Sissel, 'Just William'), "What Are We Made Of?" (with Sissel) | soundtrack                                        |
| 1996           | Twang! A Tribute to Hank Marvin & The Shadows                               | "FBI"                                                                                        | de asemenea pe B-side-ul single-ului On My Way Up |
| 1998           | Lullabies with a Difference                                                 | "My Boy"                                                                                     | înregistrat în 1982                               |
| 2000           | Music from and Inspired by Mission: Impossible II                           | "Have a Cigar" (cu Foo Fighters)                                                             |                                                   |
| 2002           | Good Rockin' Tonight - The Legacy of Sun Records [numai pe ediția japoneză] | "I Don't Want Nobody Teasing Around with Me"                                                 |                                                   |
| 2004           | Music from and Inspired by Spider-Man 2                                     | "Someone to Die For" (Jimmy Gnecco featuring Brian May)                                      |                                                   |

## Proiecte relaționate cu Queen
| Anul apariției |             | Piesă | Disc |
| -------------- | ----------- | --- | --- |
| 1969           | Smile       | "Earth", "Step on Me"                                                                                           | Earth/Step on Me (single) |
| 1973           | Larry Lurex | "I Can Hear Music", "Goin' Back"                                                                                | single-ul I Can Hear Music (1973); box set-ul Freddie Mercury - The Solo Collection (2000); albumul compilație Lover of Life, Singer of Songs - The Very Best of Freddie Mercury Solo (2006) |
| 1982           | Smile       | "Doing Alright", "Blag", "April Lady", "Polar Bear", "Earth", "Step on Me" [toate piesele înregistrate în 1969] | LP Gettin' Smile (Japan, 1982); CD Ghost of a Smile (Netherlands, 1997) |

## Alte înregistrări

### Producător și compozitor
| Anul apariției |                                | Piesă                                                                     | Disc                                                                                   | Contribuția lui May                                                       |
| -------------- | ------------------------------ | ------------------------------------------------------------------------- | -------------------------------------------------------------------------------------- | ------------------------------------------------------------------------- |
| 1986           | Minako Honda                   | album                                                                     | Cancel (album)                                                                         | producție                                                                 |
| 1987           | Minako Honda                   | "Golden Days", "Crazy Nights"                                             | Golden Days and Crazy Nights (single-uri)                                              | compoziție, producție, chitară                                            |
| 1987           | Bad News                       | album                                                                     | Bad News (album)                                                                       | producție                                                                 |
| 1987           | Heavy Pettin                   | album                                                                     | Lettin Loose (album)                                                                   | produs de May și Mack                                                     |
| 1987           | Anita Dobson                   | album                                                                     | Talking of Love (album)                                                                | compoziție, producție, chitară, voce de acompaniament                     |
| 1988           | Anita Dobson                   | "In One of My Weaker Moments"                                             | In One of My Weaker Moments (single, de la musicalul Budgie)                           | producție, chitară                                                        |
| 1989           | Ian & Belinda                  | "Who Wants to Live Forever"                                               | Who Wants to Live Forever (single-uri 7"/12"; pentru British Bone Marrow Donor Appeal) | producție, chitară (bas de John Deacon, tobe de Roger Taylor)             |
| 1990/ 1991     | Brian May                      | diferite piese                                                            | Macbeth - Riverside Theatre (neapărut)                                                 | compoziție, producție                                                     |
| 1991           | Hale and Pace and the Stonkers | "The Stonk"                                                               | The Stonk (single; pentru Comic Relief; a atins Nr. 1 in chart-ul britanic)            | producție, chitară (tobe de Roger Taylor)                                 |
| 1993           | The Left Handed Marriage       | "Appointment", "She Was Once My Friend", "I Need Time" [înregistrat 1967] | Crazy Chain (album)                                                                    | chitară, voce de acompaniament; I Need Time scris de Bill Richards și May |

### Muzician invitat
| Anul apariției               |                             | Piesă | Disc | Contribuția lui May                                                               |
| ---------------------------- | --------------------------- | --- | --- | --------------------------------------------------------------------------------- |
| 1975                         | Eddie Howell                | "Man from Manhattan" | Man from Manhattan (single 1975/1995) | voce de acompaniament, chitară (pian și voce de acompaniament de Freddie Mercury) |
| 1976                         | Ian Hunter                  | "You Nearly Did Me In" | All-American Alien Boy (album) | voci de acompaniament de May, Freddie Mercury și Roger Taylor                     |
| 1978                         | Lonnie Donegan              | "Digging My Potatoes" | Puttin' on the Style (album) | chitară                                                                           |
| 1980                         | Quartz                      | "Circles" [recorded 1977] | B-side-ul single-ului Stoking the Fires of Hell (1980); de asemenea, piesă bonus pe reeditarea din 2004 a albumlui Stand Up and Fight                |                                                                                   |
| 1983                         | Jeffrey Osborne             | "Stay with Me Tonight", "Two Wrongs Don't Make a Right"                                                                                            | Stay with Me Tonight (album) | chitară                                                                           |
| 1984                         | Billy Squier                | "(Another) 1984" | Signs of Life (album) | chitară                                                                           |
| 1985                         | Chris Thompson              | "A Shift in the Wind, Parts 1 and 2" | Radio Voices (album) | chitară                                                                           |
| 1986                         | Ramoncín                    | "Como un susurro" | La vida en el filo (album) | chitară                                                                           |
| 1987                         | Meat Loaf                   | "A Time for Heroes" | A Time for Heroes (single) | chitară                                                                           |
| 1988                         | The Cross                   | "Love Lies Bleeding (She Was a Wicked, Wily Waitress)"                                                                                             | Shove It (album) | chitară                                                                           |
| 1989                         | Holly Johnson               | "Love Train" | Blast (album) | chitară                                                                           |
| 1989                         | Living in a Box             | "Blow the House Down" | Gatecrashing (album) | chitară                                                                           |
| 1989                         | Black Sabbath               | "When Death Calls" | Headless Cross (album) | chitară                                                                           |
| 1989                         | Fuzzbox                     | "Self!" | Big Bang (album) | chitară                                                                           |
| 1989                         | Artists United for Nature   | "Yes We Can" | Yes We Can (single; (apărut și pe compilația Earthrise – The Rainforest Album)                                                                       | chitară                                                                           |
| 1989                         | Rock Aid Armenia            | "Smoke on the Water" | Smoke on the Water (single) | chitară (tobe de Roger Taylor)                                                    |
| 1990                         | Rock Against Repatriation   | "Sailing" | Sailing (single) | chitară                                                                           |
| 1991                         | D-Rok                       | "Red Planet Blues", "Get out of My Way" | Oblivion (album) | chitară                                                                           |
| 1992                         | Extreme                     | "Love of My Life" | Song for Love (single) (pentru Terence Higgins Trust)                                                                                                | chitară                                                                           |
| 1992                         | Judie Tzuke                 | "I Can Read Books" | Wonderland (album) | chitară                                                                           |
| 1992                         | Hank Marvin                 | "We Are the Champions" | Into the Light (album) | chitară                                                                           |
| 1992                         | Phenomena                   | "A Whole Lot of Love" [înregistrat în 1988] | Phenomena III: Inner Vision (album) | chitară                                                                           |
| 1992                         | Tony Martin                 | "If There Is a Heaven" | Back Where I Belong (album) | chitară                                                                           |
| 1992                         | Cozy Powell                 | "Somewhere in Time" [versiunea instrumentală a "Nothin' But Blue"], "Ride to Win"                                                                  | The Drums Are Back (album) | chitară (bas de John Deacon pe "Somewhere in Time")                               |
| 1992                         | Steve Hackett               | "Don’t Fall Away From Me" [recorded 1986] | The Unauthorised Biography (album compilație) | chitară                                                                           |
| 1993                         | Paul Rodgers                | "I'm Ready" | Muddy Water Blues: A Tribute to Muddy Waters (album)                                                                                                 | chitară                                                                           |
| 1993                         | Steve Hackett               | "Cassandra" [înregistrată în 1986] | piesă bonus pe albumulGuitar Noir | chitară                                                                           |
| 1994                         | Os Paralamas do Sucesso     | "El Vampiro Bajo El Sol" | Severino (album) | chitară                                                                           |
| 1995                         | Jennifer Rush               | "Who Wants to Live Forever" | Out of My Hands (album) | voce, chitară                                                                     |
| 1995                         | Gordon Giltrap              | "Heartsong" [înregistrată în 1993] | Music for the Small Screen (album) | chitară                                                                           |
| 1995                         | Carmine Appice              | "Nobody Knew (Black White House)" | Carmine Appice's Guitar Zeus (album) | chitară                                                                           |
| 1995                         | S.O.L. (Stefan Zauner)      | "Make My Dream Come True" | S.O.L. - Some Other Language (album) | chitară                                                                           |
| 1996                         | Status Quo                  | "Raining in My Heart" | Don't Stop (album) | chitară                                                                           |
| 1996                         | Rock Therapy                | "Reaching Out" | Reaching Out (single; pentru Nordoff-Robbins Music Therapy Centre)                                                                                   | chitară                                                                           |
| 2000                         | Steve Hackett               | "Slot Machine" [înregistrată în 1986] | Feedback ‘86 (album) | chitară                                                                           |
| 2000                         | Tony Iommi                  | "Goodbye Lament" (cu Dave Grohl), "Flame On" (cu Ian Astbury)                                                                                      | Iommi (album) | chitară                                                                           |
| 2000                         | Freddie Mercury             | "She Blows Hot and Cold (Versiune Alternativă)" [înregistrată în 1984]                                                                             | The Solo Collection (box set) | chitară                                                                           |
| 2001                         | Robbie Williams             | "Eternity" | Eternity (single; album Greatest Hits, 2004) | chitară                                                                           |
| 2002                         | Michael Kamen               | "Light the Fire Within" | (neapărut; tema oficială a Jocurilor Olimpice de Iarnă dăn 2002)                                                                                     | chitară                                                                           |
| 2002                         | Claire Sweeney              | "Too Much Love Will Kill You" | Claire (album) | chitară                                                                           |
| 2002                         | Lynn Carey Saylor           | "If We Believe" | If We Believe (single) | voce de acompaniament, chitară                                                    |
| 2002                         | Foo Fighters                | "Tired of You" | One by One (album) | chitară                                                                           |
| 2003                         | The Yardbirds               | "Mr. You're a Better Man Than I" | Birdland (album) | chitară                                                                           |
| 2003                         | Tim Staffell                | "Earth", "Doin’ Alright" | Amigo (album) | chitară, voce                                                                     |
| 2004                         | Zucchero                    | "Il mare impetuoso al tramonto salì sulla luna e dietro una tendina di stelle..."                                                                  | Zu & Co. (album) | chitară                                                                           |
| 2006                         | Meat Loaf                   | "Bad for Good" | Bat out of Hell III: The Monster Is Loose (album) | chitară                                                                           |
| 2007                         | Lynn Carey Saylor           | "We Belong" Arhivat în 5 februarie 2012, la Wayback Machine.                                                                                       | You Like It Clean (album) | chitară, voce de fundal                                                           |
| Înregistrări live (selecție) |                             | | |                                                                                   |
| 1988                         | Prince's Trust Gala Concert | | Prince’s Trust Rock Gala (VHS; înregistrată live pe 6 iunie 1988 la Royal Albert Hall)                                                               | chitară (bas de John Deacon)                                                      |
| 1992                         | Pavarotti and Friends       | "Too Much Love Will Kill You", "La donna è mobile"                                                                                                 | (înregistrată live în Modena pe 27 septembrie 1992)                                                                                                  | chitară                                                                           |
| 2005                         | The Strat Pack              | "Peggy Sue", "Maybe Baby", "I Fought the Law", "Oh Boy!", "That'll Be the Day" (cu The Crickets and Albert Lee); "All Right Now" (cu Paul Rodgers) | The Strat Pack: Live in Concert (DVD; înregistrat live la concertul al Aniversării de 50 de Ani al chitarei Fender Stratocaster, 24 septembrie 2004) | chitară                                                                           |

## Jocuri PC
- 1994: Rise of the Robots (conține piese reeditate ale albumului Back to the Light din 1992)
- 1996: Rise 2: Resurrection (conține Cyborg; apărută ulterior pe albumul Another World)